# جون سيمبسون (لاعب كرة قدم)
جون سيمبسون (بالإنجليزية: John Simpson)‏ (5 أكتوبر 1933 في المملكة المتحدة - 7 ديسمبر 1993 في المملكة المتحدة) هو لاعب كرة قدم بريطاني في مركز حراسة المرمى. لعب مع نادي غيلينغهام ونادي مارغيت وميدستون يونايتد وكندل تاون ‏ ولينكولن سيتي أف سي.